# Mécanisme de Watt

Représentation animée de la liaison de Watt.

Le mécanisme de Watt, aussi connue sous le nom de liaison parallèle, est un type de liaison mécanique inventée par James Watt et dont le point central de la liaison effectue une cinématique proche de la ligne droite.

## Description
Le mécanisme de Watt est constitué d'une série de trois barres articulées en série. Deux barres, aux extrémités, sont de longueurs égales, la troisième, au centre, est plus courte. Les extrémités des deux barres extérieures sont fixées de manière à ne pas avoir de mouvement relatif.

## Cinématique
Le mécanisme de Watt ne trace pas exactement une ligne droite, mais plutôt une portion de la courbe de Watt, semblable à une lemniscate.